# Recusancy

Mapa mostrando a porcentagem de católicos registrados na população dos condados históricos da Inglaterra no período de 1715–1720.

Recusancy (rejeição) é o termo dado à recusa, por parte principalmente de católicos ingleses mas também de puritanos, de participarem dos serviços litúrgicos e pastorais da Igreja Anglicana. Até o Roman Catholic Relief Act 1829, a religião católica era severamente restrita na Inglaterra.
Dentre os participantes do movimento (recusants), alguns se tornaram colonizadores nos Estados Unidos da América, como o fundador da colônia de Maryland, Lorde Cecilius Calvert.
Entre os mais famosos recusants se encontra Thomas More (São Tomás Moro).